# Titularbistum Tipasa in Mauretania
Tipasa in Mauretania (ital.: Tipasa di Mauritania) ist ein Titularbistum der römisch-katholischen Kirche. 
Es geht zurück auf einen früheren Bischofssitz in der antiken Stadt Tipasa, die sich in der römischen Provinz Mauretania Caesariensis im heutigen nördlichen Algerien befindet.
| Titularbischöfe von Tipasa in Mauretania | Titularbischöfe von Tipasa in Mauretania              | Titularbischöfe von Tipasa in Mauretania | Titularbischöfe von Tipasa in Mauretania | Titularbischöfe von Tipasa in Mauretania |
| Nr.                                      | Name                                                  | Amt | von                                      | bis                                      |
| ---------------------------------------- | ----------------------------------------------------- | --- | ---------------------------------------- | ---------------------------------------- |
| 1                                        | Heiliger Francisco Serrano Frías OP                   | Koadjutorvikar von Fo-Kien Apostolischer Vikar von Fo-Kien (Kaiserreich China)                                                                                      | 22. September 1745                       | 28. Oktober 1748                         |
| 2                                        | Joaquim da Souza Saraiva CM                           | Koadjutorvikar von Peking Apostolischer Vikar von Peking (Kaiserreich China)                                                                                        | 20. August 1804                          | 18. Februar 1818                         |
| 3                                        | Giuseppe Angelo di Fazio OFMCap                       | Koadjutorvikar von Tibet-Hindustan (Indien) Apostolischer Vikar von Aleppo (Syrien) Apostolischer Delegat in Syrien                                                 | 26. April 1836                           | 13. Dezember 1838                        |
| 4                                        | Giuseppe Maria Bravi OSB                              | Koadjutorvikar von Colombo Apostolischer Vikar von Colombo (Ceylon)                                                                                                 | 3. August 1849                           | 15. August 1860                          |
| 5                                        | Aloys Elloy SM                                        | Koadjutorvikar von Zentral-Ozeanien Apostolischer Vikar von Zentral-Ozeanien (Tonga) Apostolischer Administrator des Archipels der Navigatoren (Amerikanisch-Samoa) | 11. August 1863                          | 22. November 1878                        |
| 6                                        | Ferenc Lichtensteiger                                 | Weihbischof in Kalocsa (Ungarn) | 13. Mai 1881                             | 26. Januar 1895                          |
| 7                                        | Armand Olier SM                                       | Koadjutorvikar von Zentral-Ozeanien Apostolischer Vikar von Zentral-Ozeanien (Tonga)                                                                                | 22. Dezember 1903                        | 17. September 1911                       |
| 8                                        | Henri Léonard MAfr                                    | Koadjutorvikar von Unianyembé Apostolischer Vikar von Unianyembé (Tansania)                                                                                         | 26. Juni 1912                            | 15. Mai 1953                             |
| 9                                        | Bernardin Gantin                                      | Weihbischof in Cotonou (Benin) | 11. Dezember 1956                        | 5. Januar 1960                           |
| 10                                       | Francisco Xavier da Piedade Rebello                   | Weihbischof in Goa und Daman Apostolischer Administrator von Goa und Daman (Indien)                                                                                 | 15. November 1963                        | 7. Juli 1975                             |
| 11                                       | Etienne Nguyên Nhu Thê Titularerzbischof pro hac vice | Koadjutorerzbischof von Huế (Vietnam) | 7. September 1975                        | 1. März 1998                             |
| 12                                       | Timothy Joseph Carroll SMA                            | Apostolischer Vikar von Kontagora (Nigeria) | 30. April 2002                           |                                          |